# Diskuskastning för damer i friidrott vid olympiska sommarspelen 1972
Diskuskastning för damer vid olympiska sommarspelen 1972 i München avgjordes 9-10 september. 

## Medaljörer
| Gren           | Guld                         | Guld         | Silver                     | Silver  | Brons                      | Brons   |
| Diskuskastning | Faina Melnik · Sovjetunionen | 66,62 m (OR) | Argentina Menis · Rumänien | 65,06 m | Vasilka Stoeva · Bulgarien | 64,34 m |

## Resultat

### Kval
| Placering | Namn                    | Nationalitet   | Märke    | Kast 1 | Kast 2 | Kast 3 |
| --------- | ----------------------- | -------------- | -------- | ------ | ------ | ------ |
| 1         | Argentina Menis         | Rumänien       | 61.58 OR | 61.58  | p      | p      |
| 2         | Faina Melnik            | Sovjetunionen  | 61.26    | 53.00  | 61.26  | p      |
| 3         | Tamara Danilova         | Sovjetunionen  | 60.34    | 60.34  | p      | p      |
| 4         | Gabriele Hinzmann       | Östtyskland    | 59.80    | 59.80  | p      | p      |
| 5         | Liesel Westermann       | Västtyskland   | 58.26    | 58.26  | p      | p      |
| 6         | Carmen Ionescu          | Rumänien       | 57.82    | x      | 57.82  | p      |
| 7         | Brigitte Berendonk      | Västtyskland   | 56.90    | 54.74  | 56.90  | p      |
| 8         | Svetla Bozhkova         | Bulgarien      | 56.42    | 54.52  | 56.42  | p      |
| 9         | Lia Manoliu             | Rumänien       | 55.88    | 55.88  | p      | p      |
| 10        | Rosemary Payne          | Storbritannien | 55.56    | x      | 53.56  | 55.56  |
| 11        | Vasilka Stoeva          | Bulgarien      | 55.26    | x      | 55.26  | p      |
| 12        | Lyudmila Muravyova      | Sovjetunionen  | 55.24    | 55.24  | p      | p      |
| 13        | Josephine de la Viña    | Filippinerna   | 53.29    | 51.08  | x      | 53.29  |
| 14        | Radostina Vasekova      | Bulgarien      | 53.86    | x      | x      | 53.86  |
| 15        | Krystyna Nadolna        | Polen          | 52.52    | x      | 47.42  | 52.52  |
| 16        | Olga Connolly           | USA            | 51.58    | 51.58  | x      | 50.76  |
| 17        | Maggy Wauters           | Belgien        | 49.62    | 49.62  | x      | x      |
| –         | Ok-Ja Paik              | Sydkorea       | DNS      |        |        |        |
| –         | Jolán Kleiberné-Kontsek | Ungern         | DNS      |        |        |        |
| –         | Rosa Molina             | Chile          | DNS      |        |        |        |

### Final
| Placering | Namn               | Nationalitet   | Märke    | Kast 1 | Kast 2 | Kast 3 | Kast 4 | Kast 5 | Kast 6 |
| --------- | ------------------ | -------------- | -------- | ------ | ------ | ------ | ------ | ------ | ------ |
| 1         | Faina Melnik       | Sovjetunionen  | 66.62 OR | 60.56  | 61.32  | 57.96  | 66.62  | 62.76  | x      |
| 2         | Argentina Menis    | Rumänien       | 65.06    | 64.28  | 59.82  | 60.88  | 65.06  | 63.78  | 64.90  |
| 3         | Vasilka Stoeva     | Bulgarien      | 64.34    | 61.08  | x      | 64.20  | 62.24  | 64.34  | 62.10  |
| 4         | Tamara Danilova    | Sovjetunionen  | 62.86    | 62.64  | 58.14  | 62.86  | 61.14  | x      | x      |
| 5         | Liesel Westermann  | Västtyskland   | 62.18    | x      | 57.04  | 62.18  | 61.66  | x      | x      |
| 6         | Gabriele Hinzmann  | Östtyskland    | 61.72    | 57.52  | 59.14  | 60.12  | 61.08  | 61.72  | 60.22  |
| 7         | Carmen Ionescu     | Rumänien       | 60.42    | 57.78  | 58.76  | 57.06  | 59.08  | x      | 60.42  |
| 8         | Lyudmila Muravyova | Sovjetunionen  | 59.00    | 57.52  | 57.92  | 59.00  | x      | 58.86  | 57.20  |
| 9         | Lia Manoliu        | Rumänien       | 58.50    | 58.18  | 58.50  | x      |        |        |        |
| 10        | Svetla Bozhkova    | Bulgarien      | 56.72    | 56.50  | 56.72  | x      |        |        |        |
| 11        | Brigitte Berendonk | Västtyskland   | 56.58    | 55.60  | x      | 56.58  |        |        |        |
| 12        | Rosemary Payne     | Storbritannien | 56.50    | 56.50  | x      |        |        |        |        |

Key:  OR = Olympiskt rekord; p = giltigt; x = ogiltigt; NM = ingen notering